# Lhok Reuhat
Lhok Reuhat is een bestuurslaag in het regentschap Aceh Utara van de provincie Atjeh, Indonesië. Lhok Reuhat telt 350 inwoners (volkstelling 2010).